# Sfera Blocha

Sfera Blocha. Biegun północny reprezentuje stan biegun południowy stan Punkty na równiku reprezentują wszystkie możliwe stany, w których uzyskanie 0 i 1 jest jednakowe.

Sfera Blocha – trójwymiarowa sfera zespolona o promieniu jednostkowym. Daje możliwość wizualizacji pojedynczego bitu kwantowego (kubitu) w stanie:
{\displaystyle |\psi \rangle =\alpha |0\rangle +\beta |1\rangle ,}
gdzie {\displaystyle |\psi \rangle \in \mathbb {C} ^{2},} a liczby zespolone {\displaystyle \alpha ,\beta \in \mathbb {C} } spełniają warunek {\displaystyle |\alpha |^{2}+|\beta |^{2}=1.} Dowolny kubit reprezentowany jest jako para liczb zespolonych, tzn. może być reprezentowany jako punkt na takiej sferze, czyli może być przedstawiony graficznie. Nie można uogólnić sfery Blocha na więcej bitów kwantowych.
Wartość kubitu można przedstawić za pomocą równania:
{\displaystyle |\psi \rangle =\cos(\theta /2)|0\rangle +e^{i\phi }\sin(\theta /2)|1\rangle ,}
gdzie kąty {\displaystyle \theta ,\phi } spełniające {\displaystyle 0\leqslant \theta \leqslant \pi } i {\displaystyle 0\leqslant \phi <2\pi } jednoznacznie określają położenie kubitu na sferze Blocha.
Sferę zaproponował w 1946 roku szwajcarsko-amerykański fizyk Felix Bloch, laureat Nagrody Nobla w dziedzinie fizyki w roku 1952.